# Tiefenbach (powiat Landshut)
Tiefenbach – miejscowość i gmina w Niemczech, w kraju związkowym Bawaria, w rejencji Dolna Bawaria, w regionie Landshut, w powiecie Landshut. Leży około 5 km na południowy zachód od Landshut, nad Izarą, przy drodze B11.

## Demografia
| Rok  | Liczba mieszk. |
| ---- | -------------- |
| 1970 | 1 412          |
| 1987 | 2 590          |
| 2000 | 3 345          |